# 고흥월포농악
고흥 월포농악

## 개요
농악은 농부들이 두레를 짜서 일할 때 치는 음악으로 꽹과리·징·장구·북과 같은 타악기를 치며 벌이는 음악을 두루 가리키는 말이다.
전라남도의 농악은 구성방식·복장·음악성 등을 기준으로 볼 때 크게 좌도굿, 우도굿, 도서해안굿으로 분류할 수 있다. 이중 도서해안굿은 남해와 서남해 일대인 고흥군 금산면과 완도, 진도 일대에서 행하여지는 농악으로 길굿이 육지의 것과 다르고 당제를 중심으로 신과 친근성을 지니는 등 좌도·우도 어느 지역권에도 속하지 않는 독자성을 지니고 있다.
고흥 월포농악은 도서해안굿의 일종으로, 임진왜란(1592) 당시 군대의 사기를 돋우기 위해 농악을 연주한데서 시작되었다고 전해지나 확실하지는 않다. 농악의 구성은 덕석기·농기·농악기·영기·쇠·농부·징·장구·북·벅구·소고·대포수·양반으로 되어있다.
문굿을 온전히 보존하여 치고 있고 당제와 관련하여 종교성이 강한 것이 특징이며, 춤과 기예가 활기차고 다른 지역에서는 볼 수 없는 '농부'라는 소년의 역할이 돋보인다. 현재 고흥 월포농악은 최병태씨가 예능보유자로 인정되어 있다.

## 보유자
| 구분   | 성명 (생년월일) | 성별 | 기예능     | 주소                       | 지정해제일자  | 비고 |
| ------ | --------------- | ---- | ---------- | -------------------------- | ------------- | ---- |
| 보유자 | 진삼화          | 남   | 농악(상쇠) | 고흥군 금산면 달게길 33-14 | 2015.8.6 인정 |      |

## 참고 문헌
- 고흥월포농악 - 국가유산청 국가유산포털